# Jezici Sudana
36.900.000 stanovnika. 142 jezika, od toga 133 živa i 9 bez govornika (izumrli).
- Acheron jezik [acz]
- Acholi jezik [ach] 45,000 in Sudan (2000).
- Afitti jezik [aft] 4,510 (1984 R. Stevenson).
- Aja jezik [aja] 200 (1993 SIL).
- Aka jezik [soh] 300 (1989 Bender).
- Ama jezik [nyi] 70,000 (1982 SIL).
- Anuak jezik [anu] 52,000 in Sudan (1991 UBS).
- Arapski standardni jezik [arb]
- Arapski, sudanski kreolski [pga] 20,000 (1987).
- Arapski sudanski jezik [apd] 15,000,000 in Sudan (1991).
- Avokaya jezik [avu] 40,000 in Sudan (2002).
- Bai jezik [bdj] 2,500 (Welmers 1971).
- Baka [bdh] 25,000 in Sudan (1993 UBS).
- Banda, Mid-Southern [bjo]
- Banda, Togbo-Vara [tor]
- Banda, zapadni centralni, jezik [bbp] 3,000 in Sudan (1982 SIL).
- Banda-Banda [bpd]
- Banda-Mbrès [bqk]
- Banda-Ndélé jezik [bfl]
- Bari jezik [bfa] 420,000 in Sudan (2000).
- Baygo [byg] † Ethnic population: 850 (1978 GR).
- Bedawiyet jezik [bej] 951,000 in Sudan (1982 SIL).
- Belanda Bor [bxb] 8,000 (1983 SIL).
- Belanda Viri [bvi] 16,000 (Welmers 1971).
- Beli [blm] 6,600 (1982 SIL).
- Berta jezik [wti] 22,000 in Sudan.
- Berti [byt] †
- Birked [brk] †
- Boguru [bqu] 490
- Bongo [bot] 10,100 (2000).
- Burun jezik [bdi] 18,000 (Voegelin and Voegelin 1977).
- Dagik jezik [dec] 38,000 including Ngile speakers (1982 SIL).
- Dair [drb] 1,000 (1978 GR).
- Daju, Dar Fur [daj] 80,000 (2007 SIL).
- Daju, Dar Sila [dau]
- Didinga [did] 60,000 (2007).
- Dilling [dil] 5,300 (1984 R. Stevenson),
- Dinka [din] A macrolanguage.
- Dinka, Northeastern [dip] 320,000 (1986 UBS).
- Dinka, Northwestern [diw] 80,000 (1986).
- Dinka, South Central [dib] 250,000.
- Dinka, Southeastern [dks] 250,000 in Sudan.
- Dinka, Southwestern [dik] 450,000 (1982 UBS).
- Domari [rmt]
- Dongotono jezik [ddd] 1,000.
- El Hugeirat [elh] 50 (2007 SIL),
- Feroge [fer] 8,000 (1982 SIL).
- Fulfulde, Adamawa, jezik [fub] 90,000 in Sudan (1982 SIL).
- Fur [fvr] 500,000 in Sudan (1983 Bender).
- Gaam [tbi] 67,200 (2000).
- Gbaya jezik [krs] 16,000 in Sudan (1987 SIL).
- Ghulfan [ghl] 16,000 (1984 R. Stevenson),
- Gula [kcm] 1,100 in Sudan (1987 SIL).
- Gule [gly] † Ethnic population: 1,000 (1983 Bender).
- Gumuz jezik [guk] 40,000 in Sudan.
- Hausa jezik [hau] 80,000 in Sudan (2007).
- Heiban [hbn] 4,410 (1984).
- Homa [hom] †
- Indri [idr] 700.
- Jumjum jezik [jum] 25,000 (1987).
- Jur Modo jezik [bex] 100,000 (2004 SIL).
- Kacipo-Balesi [koe] 10,000 in Sudan (2003).
- Kadaru [kdu] 7,000.
- Kakwa [keo] 40,000 in Sudan (1978 SIL).
- Kanga [kcp] 8,000 (1989).
- Kanuri, Central [knc]
- Karko [kko] 13,000 (1984 R. Stevenson).
- Katcha-kadugli-miri jezik [xtc] 75,000 (2004 SIL).
- Katla [kcr] 14,200 (1984 R. Stevenson).
- Keiga [kec] 6,070 (1984 R. Stevenson).
- Keliko jezik [kbo] 10,000 in Sudan (1998 SIL).
- Kelo [xel] 200.
- Kenuzi-Dongola [kzh] 180,000 in Sudan (1996).
- Ko jezik [fuj] 2,680 (1984 R. Stevenson).
- Koalib jezik [kib] 44,300 (1984 R. Stevenson).
- Komo jezik [xom] 10,000 in Sudan (1979 James).
- Krongo [kgo] 21,700 (1984 R. Stevenson).
- Lafofa jezik [laf] 600 (2000 M. Brenzinger).
- Lango [lno] 38,000 (2007).
- Laro [lro] 40,000 (1998 local).
- Logol jezik [lof] 2,600.
- Logorik [liu] 2,000 (Welmers 1971).
- Lokoya [lky] 12,400.
- Lopit [lpx] 50,000 (1995 S. Randal).
- Lumun [lmd] 45,000 (1980).
- Luwo [lwo] 80,000 (1983 census).
- Mabaan jezik [mfz]
- Ma’di [mhi] 18,000 in Sudan (1982 SIL).
- Mandari [mqu]
- Mangayat [myj] 400 (1987 SIL).
- Masalit [mls]
- Midob [mei] 50,000 (1993 R. Werner).
- Mittu [mwu] †
- Mo’da [gbn] 600 (Voegelin and Voegelin 1977).
- Molo [zmo] 100 (1988 M. Bender).
- Moro [mor] 30,000 (1982 SIL).
- Morokodo [mgc] 3,400 (Voegelin and Voegelin 1977).
- Moru [mgd] 70,000 (1982 SIL).
- Mündü [muh] 23,000 in Sudan.
- Murle [mur] 60,000 in Sudan (1982 SIL).
- Narim [loh] 3,620 (1983 Fukui).
- Nding [eli] †
- Ndogo [ndz]
- Ngile [jle] 38,000 (1982 SIL).
- Njalgulgule [njl] 900 (Voegelin and Voegelin 1977).
- Nobiin [fia] 295,000 in Sudan (1996).
- Nuer [nus] 740,000 in Sudan (1982 SIL).
- Nyamusa-Molo [nwm] 1,200 (Voegelin and Voegelin 1977).
- Olu’bo [lul] 15,000 (1985 SIL).
- Opuuo jezik [lgn]
- Otoro [otr] 10,000 (2001).
- Otuho jezik [lot] 135,000 (Voegelin and Voegelin 1977).
- Päri [lkr] 28,000 (1987 SIL).
- Reel [atu] 50,000 (1998).
- Shatt [shj] 15,000 (1984 R. Stevenson).
- Shilluk [shk] 175,000 (1982 SIL).
- Shwai [shw] 3,500 (1989).
- Sinyar [sys]
- Suri [suq] 1,000 in Sudan (1983 SIL).
- Tagoi [tag] 13,000 (1982 SIL).
- Talodi [tlo] 1,500 (1989).
- Tama [tma] 5,000 in Sudan (1970).
- Tegali [ras] 35,700 (1984 R. Stevenson).
- Temein [teq] 13,000 (2006).
- Tennet [tex] 4,000 (1994 SIL).
- Tese [keg] 1,400 (Welmers 1971).
- Thuri [thu] 6,600 (Tucker and Bryan 1956).
- Tigré jezik [tig]
- Tima [tms]
- Tingal [tie] 8,000 (1982 SIL).
- Tira [tic] 40,000 (1982 SIL).
- Tocho [taz] 3,800 (Voegelin and Voegelin 1977).
- Togoyo [tgy] †
- Toposa [toq] 100,000 (2000 M. Schroeder).
- Torona [tqr] †
- Tulishi [tey] 8,630 (Voegelin and Voegelin 1977).
- Tumtum jezik [tbr] 7,300.
- Uduk jezik [udu]
- Wali [wll] 9,000 (2007).
- Warnang jezik [wrn] 1,100 (1956 census).
- Yulu [yul] 3,000 in Sudan (1987 SIL).
- Zaghawa jezik [zag] 75,000 in Sudan (2000 SIL).
- Zande [zne] 350,000 in Sudan (1982 SIL).

## Vanjske poveznice
- Ethnologue (14th)
- Ethnologue (15th)